# دكتور دري
أندريه روميل يونغ (بالإنجليزية: Andre Romelle Young) اسمه الفني دكتور دري (بالإنجليزية: Dr. Dre) ويستخرج اللقب العام دري من الاسم الأول أندريه، كانت أمه تريد دري إن يصبح طبيبًا فاطلقت عليه طبيبًا ولد في (18 فبراير 1965) في لوس أنجلوس في الولايات المتحدة الأمريكية، مغني راب ومنتج موسيقي ومن أكثر مغني الراب شهرة ونجاحًا في مجاله.
أحدث دكتور دري أثرًا في الغانغستا راب، وهو مؤسس تسجيلات آفترماث Aftermath Records التي أسسها بعد شركته السابقة Death Row Records بدأ كعضو في مجموعة World Class Wreckin' Cru ثم أصبح عضوًا في إن.دبليو.أي N.W.A التي ساهمت في شهرة الغانغستا راب، وبعد انفصال مجموعة N.W.A أصدر دري أول ألبوم منفرد له وهو The Chronic في عام 1992 وحاز على أول جائزة غرامي له عن أغنية Let Me Ride، أنتج دكتور دري العديد من الألبومات لمغنيي الراب كما ساهم بالإشراف على مهنة العديد منهم مثل سنوب دوغ، إمينم، و50 سنت.
دكتور دري توقف لفترة طويلة عن إصدار البومات جديده بعد البومه 2001 الذي أصدره لأخيه المتوفي تايري يونغ وتوقف للسبب ذاته فتايري كان مقرب جدًا لدري، وأيضًا لخلافات شخصية بين دري وبعض المنتجين، في عام 2011 تم إصدار ألبومه الثالث Detox وفي عام 2015 تم إصدار البومه الرابع والاخير Compton .
كما انه من مشجعي نادي ليفربول الإنجليزي [2]

## روابط خارجية
- دكتور دري على موقع IMDb (الإنجليزية)
- دكتور دري على موقع الموسوعة البريطانية (الإنجليزية)
- دكتور دري على موقع ألو سيني (الفرنسية)
- دكتور دري على موقع ميوزك برينز (الإنجليزية)
- دكتور دري على موقع رولينغ ستون (الإنجليزية)
- دكتور دري على موقع أول موفي (الإنجليزية)
- دكتور دري على موقع إن إن دي بي (الإنجليزية)
- دكتور دري على موقع أول ميوزيك (الإنجليزية)
- دكتور دري على موقع ديسكوغز (الإنجليزية)
- دكتور دري على موقع قاعدة بيانات الفيلم (الإنجليزية)